# Graciela Frigerio
Graciela Frigerio (Buenos Aires, 17 de junio del 1949) es una pedagoga, educadora e investigadora argentina doctorada  en Ciencias de la Educación en la Universidad de París (Université René Descartes).

## Biografía
Es diplomada de estudios avanzados tanto  en ciencias de la educación, como en especializados en psicología , ambos otorgados en la Universidad de París. Es exdirectora  del Centro de Estudios Multidisciplinarios y actualmente es directora del Doctorado en Educación de la Universidad Nacional de Entre Ríos de Argentina.
Además es integrante del Grupo Rioplatense de Estudios y Psicoanálisis.
Suele ser invitada a varios eventos y instituciones internacionales aportando investigaciones y reflexiones que ha ido haciendo a lo largo de su carrera profesional. Estas investigaciones se pueden ver reflejadas en la multitud de artículos que ha publicado, colaborando así en diversos proyectos. Un ejemplo de una de las ponencias que ha realizado es en IV Congreso Estatal de Educación Social, nombrada: "Nuevas Visiones para la Educación Social: Experiencias y Retos de Futuro". En esta habló de temas reflexivos como el acto político de educar, el pensar y la evaluación entre muchos otros.
Ha recibido también dos reconocimientos, la beca GUGGEHEIM (2006) y, en 2003, fue Caballero del Orden de las Palmas Académicas en Francia, que otorgan a aquellos miembros de la Universidad para conmemorarlos. Para el título de caballero es necesario tener más de 35 años y haber estado al servicio de alguna de las actividades del Ministerio de Educación Nacional durante 15 años.

## Publicaciones
Graciela ha escrito varias obras y artículos junto a otros investigadores, algunos de los títulos de sus obras son:
- Curriculum Presente Ciencia Ausente. Miño Y Davila Editores, España (1991).

- Trabajar en instituciones: los oficios del lazo. Noveduc, España (2018).
- Huellas de derrida. Del Estante, Argentina (2006).
- Construyendo un saber sobre el interior de la escuela. Publicep, España (2009).
- La escuela en contextos turbulentos. Publicep, España (2009).
- La diversión de las infancias. Del Estante, España (2008)
- Educación, autoritarismo y democracia. Miño y Dávila (1988)
- Saberes de los umbrales. Noveduc, España (2019).

- Educar: (sobre) impresiones estéticas. Del Estante, Argentina (2013)
- Educar figuras y efectos del amor. Del Estante, Argentina (2013)
- Las inteligencias son iguales. Ensayo sobre los usos y efectos de la noción de inteligencia en la educación. Revista Interamericana de Educación de Adultos, 27. (2005)[7]
- La supervisión como espacio para la reflexión educativa. Revista de Educación Social, 13 (2011).[8]
- Curioseando (Saberes e ignorancias). Educación y Ciudad, 22 (2012)[9]